# Ordre de Sainte-Catherine du Mont Sinaï
L’ordre de Sainte-Catherine du Mont-Sinaï est un ordre de chevalerie médiéval dont l'existence n'est pas avérée historiquement. Il est cependant revendiqué comme authentique et à l'origine de mouvements néo-chevaleresques contemporains.

## Historique
L’ordre de Sainte-Catherine du Mont Sinaï est un ordre de chevalerie fondé en 1067 ou 1063 selon la tradition, ou bien au XIIe siècle selon Jacques Lablée par des chevaliers croisés pour éviter la profanation du monastère Sainte-Catherine du Sinaï et protéger les pèlerins se rendant au Monastère.
Les statuts de l’Ordre furent calqués sur ceux de l’ordre canonial régulier du Saint-Sépulcre et il fut comme ce dernier, un ordre religieux et militaire, dont les membres suivaient la règle de saint Basile. Il ne semble jamais avoir été reconnu par la papauté.
Après la conquête arabe de l’Empire d'Orient, cet ordre a disparu. Selon Jacques Lablée, son sort est inconnu dès que les pèlerinages au Mont Sinaï tombe en désuétude.
En 1904, L’Intermédiaire des chercheurs et curieux rapporte qu'il aurait été créé à la fin du XIXe siècle par un soi-disant Prince de Lusignan. Le livre d'Adrien Pascal indique qu'Ambroise Calfa, se prétendant Prince de Lusignan aurait restauré l'ordre en 1891. En 1980, L’Intermédiaire des chercheurs et curieux précise cependant que le "Chanoine Pascal" avait été créé vicaire général d'Antioche par Mgr Khorène Kalfa, frère du faux prince Guy, et que ce livre a pour seul but de soutenir les prétentions de la famille Calfa.
Selon Jennifer R. Bray, il ne semble pas que cet ordre ait eu une existence autre que littéraire, même s’il est attesté depuis 400 ans dans la littérature.